# Wehrlos – Die Tochter des Generals
Wehrlos – Die Tochter des Generals (Originaltitel: The General’s Daughter) ist ein US-amerikanischer Spielfilm aus dem Jahr 1999. Regie führte Simon West, das Drehbuch schrieben Christopher Bertolini und William Goldman auf Grundlage des Romans The General’s Daughter (1992) von Nelson DeMille. Die Hauptrollen spielten John Travolta und Madeleine Stowe.

## Handlung
Paul Brenner ist Warrant Officer der Criminal Investigation Division der US Army und untersucht Waffendiebstähle, die auf einem Stützpunkt im Süden der USA begangen wurden. Bei einer Reifenpanne lernt er zufällig Captain Elisabeth Campbell aus der Abteilung für psychologische Kriegsführung kennen.
Eines Nachts wird Elisabeth Campbell auf dem Militärgelände tot aufgefunden: Sie liegt nackt auf einem Übungsgelände, an Armen und Beinen gefesselt und durch Zelt-Heringe am Boden fixiert. Die Szene lässt eine Vergewaltigung vermuten. Brenner übernimmt die Untersuchung des Falls und erfährt, dass es sich bei ihr um die Tochter des Kommandeurs des Stützpunktes, Lieutenant General Joseph Campbell, handelte. Am Tatort stößt Kollegin Sara Sunhill dazu, die ihn bei den Ermittlungen unterstützen soll. Sunhill war früher einmal Brenners Geliebte.
Nach Analyse der Spuren vom Tatort stellt sich überraschenderweise heraus, dass das Opfer nicht vergewaltigt wurde. Offensichtlich wurde am Tatort eine Vergewaltigung nur inszeniert. Aufgrund von Fingerabdrücken und Fußspuren kommt Brenner schnell auf die Spur von Colonel Robert Moore, der Elisabeth Campbells ehemaliger Vorgesetzter war. Brenner verhaftet ihn und lässt ihn einsperren. Kurze Zeit später wird er jedoch ohne Brenners Wissen wieder freigelassen: Der Zuständige für die Freilassung erklärt Brenner, er hätte nichts davon gewusst, dass Moore Verdächtiger in einem Mordfall sei, sondern glaubte ihn nur aufgrund eines dienstlichen Fehlverhaltens eingesperrt. Deshalb hat er ihn wegen Herzbeschwerden aus dem Gefängnis entlassen und ihm lediglich Hausarrest erteilt. Brenner eilt verärgert zum Haus des Entlassenen und findet diesen mit Kopfschuss und einer Pistole in der Hand vor.
Brenner zweifelt am vermeintlichen Suizid Moores. Bei weiteren Untersuchungen findet er heraus, dass Elisabeth Campbell vor sieben Jahren in ihrer Zeit an der United States Military Academy West Point das Opfer einer Gruppenvergewaltigung wurde. Ihr Vater Joseph Campbell war allerdings mehr darauf bedacht, die Ehre der Militärakademie zu schützen und überredete seine Tochter dazu, den Fall einfach zu vergessen. Für die schnelle Vertuschung des Vorfalls erhielt er später eine Beförderung. Elisabeth allerdings konnte und wollte die Ereignisse nicht einfach ungeschehen machen. Um die Verleugnung durch den Vater zu attackieren, ging sie scheinbar wahllos illegale sexuelle Beziehungen im Umfeld des Generals ein.
Als der ihr daraufhin ein Ultimatum stellte, inszenierte sie ein Gegenultimatum. Sie überredete Robert Moore, sie wie in der Vergewaltigungsnacht nackt an den Boden zu fesseln. Zuvor hatte sie durch einen Anruf dafür gesorgt, dass ihr Vater sie so vorfindet, um ihn unmittelbar mit der verleugneten Situation seiner Tochter zu konfrontieren. Der aber wollte weiterhin nichts davon wissen und fuhr einfach davon. Kurze Zeit später kam Colonel William Kent an der Stelle vorbei. Kent liebte Elizabeth, war für sie aber nur eine ihrer flüchtigen Affairen. Als er sie küssen wollte, beschimpfte und beleidigte sie ihn, woraufhin Kent sie erwürgte. Er hatte ebenso den Verdächtigen Moore in seinem Haus ermordet und es wie einen Suizid aussehen lassen in einem Versuch, mit dem Mord an Elisabeth durchkommen zu können. Nach dem Geständnis begeht er Suizid.
Während Elisabeths Leichnam überführt wird, beschuldigt Brenner ihren Vater Joseph Campbell, der wahre Schuldige am Tod seiner Tochter zu sein. Er habe sie bereits vor sieben Jahren getötet, als er sie dazu drängte, die Vergewaltigung zu vergessen: Der Verrat an der eigenen Tochter sei schlimmer als die ursprüngliche Vergewaltigung gewesen. Vor einem Militärgericht klagt er den General wegen Verheimlichung einer Straftat an, wo er für schuldig befunden wird. Seine Verurteilung ist auch sein Ende.

## Kritiken
James Berardinelli schrieb auf ReelViews, dass Originalität nicht zu den Merkmalen dieses Films gehöre, gleichwohl sei er „durchweg hineinziehend“, was vor allem dem „soliden“ Spiel der Darsteller und der „wirkungsvollen“ Regie von Simon West zu verdanken sei. Berardinelli lobte besonders die Darstellungen von John Travolta, James Cromwell und James Woods.

„Spannendes Kriminaldrama, das die Handlung emotional effektvoll aufbereitet und zur menschlichen Tragödie verdichtet, ohne sie an eine spekulative Ästhetik zu verraten.“

„Spannender Thriller von Simon West (‚Con Air‘), der Nelson DeMilles Bestseller als klassisches Whodunit inszenierte.“

„Komplexe Ermittlungen und lange Gespräche bringen wenig Spannung. Regisseur Simon West wusste das. Deshalb setzt er auf Stars: John Travolta, Madeleine Stowe, Timothy Hutton, und James Woods bringen tatsächlich etwas Leben ins Gespräch. Außerdem findet West schöne Bilder zum bösen Spiel: Jede Einstellung sieht aus wie eine Postkarte, erfüllt von der Schwüle der Südstaaten, manipuliert mit Effektlinsen. Das allerdings lenkt von der Handlung ab. Weniger wäre hier mehr gewesen. – Gute Story, mittelmäßig inszeniert.“

## Auszeichnungen
James Cromwell, Madeleine Stowe und John Travolta wurden für den Filmpreis Blockbuster Entertainment Award nominiert. Carter Burwell gewann für seine Musik den American Society of Composers, Authors and Publishers Award. Der Film wurde ebenfalls mit dem Hollywood Makeup Artist and Hair Stylist Guild Award ausgezeichnet.
Die Deutsche Film- und Medienbewertung (FBW) in Wiesbaden verlieh dem Film das Prädikat „besonders wertvoll“.